# Julius Léopold Eduard Avé-Lallemant
Julius Léopold Eduard Avé-Lallemant, sein erster Vorname wird auch Jules geschrieben, sein dritter Vorname auch Edouard  (* 4. Juli 1803 in Lübeck; † 17. Mai 1867 ebenda) war ein deutscher Mediziner und Botaniker. 

## Leben
Eduard Avé-Lallemant entstammte einer hugenottischen Familie aus Frankreich, die im 18. Jahrhundert nach Norddeutschland gekommen war. Sein Vater Christian Avé-Lallemant war Kaufmann (Eisenkrämer). Der Arzt und Forschungsreisende Robert Christian Avé-Lallemant, der Kriminalist Friedrich Christian Benedikt Avé-Lallemant, der Musikkritiker und Musikschriftsteller Theodor Avé-Lallemant und der Pastor Friedrich Avé-Lallemant waren seine Cousins. Er besuchte das Katharineum zu Lübeck bis zum Abitur Ostern 1823 und studierte Humanmedizin an den Universitäten Greifswald und Berlin. In Berlin wurde er 1829 mit einer botanischen Dissertation, die er Christian Ehrenfried von Weigel widmete, zum Dr. med. promoviert.
Er war von 1838 bis 1855 in Sankt Petersburg als Kurator am Botanischen Garten St. Petersburg tätig. Sein offizielles botanisches Autorenkürzel lautet „Avé-Lall.“. Im Russischen ist er bekannt als Эдуард Христианович (Юлиус Леопольд Эдуард) Аве-Лаллеман.
Die deutsch-russischen Botaniker Friedrich Ernst Ludwig von Fischer und Carl Anton von Meyer benannten die Pflanzengattung Lallemantia aus der Familie der Lippenblütler (Lamiaceae) zu seinen Ehren.

## Werke
- De plantis quibusdam Italiae borealis et Germaniae australis rarioribus. 1829. (Diss.)

Digitalisat, HathiTrust